# Porco Rex
Porco Rex es el segundo álbum de estudio del grupo musical de rock argentino Los Fundamentalistas del Aire Acondicionado, liderada por el músico argentino Indio Solari, exvocalista de Patricio Rey y sus Redonditos de Ricota. Fue lanzado a la venta el jueves 6 de diciembre de 2007. El mismo fue grabado y editado en el estudio personal de Solari, Luzbola, y producido, al igual que el anterior, y los últimos trabajos de Patricio Rey y sus Redonditos de Ricota, de forma independiente.
Este es el primer disco que realizó Solari junto a Gaspar Benegas, con quien se reemplazó la mayor parte de Julio Saéz en las guitarras. Solari aparece en los créditos del álbum bajo el seudónimo de «Monsieur Sandoz».

## Contenido
Este es el segundo álbum de estudio del Indio Solari, fue lanzado a la venta el 6 de diciembre de 2007 y contiene 13 canciones. Este disco es el que más se asemeja a sus últimos trabajos con Patricio Rey y sus Redonditos de Ricota, muchas de las canciones de Porco Rex tienen la misma sintonía que algunas de Luzbelito (1996) y Último bondi a Finisterre (1998). De hecho hay una canción de Último bondi a Finisterre, en donde se menciona a Porco Rex ("va Porco Rex a porno rock", fragmento de la canción «Alien duce»).
También la idea artística de la portada de Porco Rex es un tanto parecida a la de Último bondi a Finisterre (esto es por el autorretrato del artista, que aparece tanto en Ultimo bondi a Finisterre, junto con los otros integrantes de Patricio Rey y sus Redonditos de Ricota, y en Porco Rex, con la aparente imagen del Indio Solari). Además, este es el primer trabajo de Solari en donde participa otro artista, en este caso en la canción «Veneno paciente» que canta a dúo con Andrés Calamaro (bajo el seudónimo "El Inefable Señor Gama Alta").

## Presentación
El Indio Solari vuelve a grabar con Los Fundamentalistas del Aire Acondicionado en este álbum orgánico, abyecto y "destinado al karaoke". El disco fue presentado en el Anfiteatro Municipal José Hernández, de Jesús María, Córdoba, el 12 de abril de 2008 ante más de 40.000 personas.
Luego empezó una gira también llamada Porco Rex presentando el disco por todo el país, en lugares como Tandil, San Luis, Córdoba y la final de la gira en el Estadio Ciudad de La Plata en Buenos Aires el cual se llevó a cabo el 20 y 21 de diciembre de 2008.
Cabe destacar que en la última presentación en Tandil, el 13 de noviembre de 2010 rompió el record hasta ese entonces, convocando a más de 80.000 personas. Este es un recital particular porque comienza la noche con el tema de Manal, «Jugo de Tomate Frio» enganchado con un inédito de Los Redondos llamado «Un Tal Briggite Bardot», y donde debutó también temas jamás tocados como solista como «Toxi-Taxi» y «Noticias de Ayer», también casi en el final de recital dio otro cover de Pescado Rabioso, «Post Crucifixión» mezclado con «Vamos las Bandas» de Los Redondos. 
El final de la "gira Porco Rex", se caracterizó por el dúo que hicieron en el escenario el Indio y Andrés Calamaro, cantando «Veneno Paciente», «Esa Estrella era Mi Lujo» (de Los Redondos) y «El Salmón» (de Calamaro) en el Estadio Ciudad de La Plata.

## Prólogo
La soledad es el campo de juego de Porco Rex.

Dedicado a Nano y Alejo con exepción de «Y mientras tanto el sol se muere» que es una canción de amor para Viruta.

"Elegir la propia máscara es el primer gesto voluntario 
humano. Y es solitario".
Clarice Lispector

## Lista de canciones
Todas las canciones fueron compuestas por Monsieur Sandoz (Indio Solari).
1. «Pedía siempre temas en la radio...» (3:50)
2. «Ramas desnudas» (4:56)
3. «Sopa de lágrimas (Para el pibe delete)» (3:59)
4. «Te estás quedando sin balas de plata...» (5:04)
5. «Tatuaje» (4:34)
6. «Porco Rex» (3:44)
7. «Veneno paciente» (4:24)
8. «Porque será que Dios no me quiere?» (3:59)
9. «Y mientras tanto el sol se muere...» (4:02)
10. «Martinis y tafiroles» (3:02)
11. «Flight 956» (5:09)
12. «Vuelo a Sidney» (4:12)
13. «Bebamos de las copas lindas» (4:06)

## Ficha técnica
Música, letras y arte de tapa por Monsieur Sandoz.
Martín Carrizo y Hernán Aramberri se desempeñaron en la ingeniería y en las funciones pesadas.
Monsieur Sandoz: arreglos, produccíon musical y sonidos inorgánicos.

### Principal
- Monsieur Sandoz: Voz principal, teclados y alguna guitarra.
- Gaspar Benegas y Baltasar Comotto: Guitarras principales.
- Marcelo Torres: Bajo.
- Hernán Aramberri y Martín Carrizo: Batería.
- Alejo Von Der Pahlen: Saxos (alto, tenor y barítono).
- Ervin Stutz: Trompeta, flugelhorn y trombón.
- Miguel Ángel Tallarita: Trompeta
- Déborah Dixon: Coros en «Y mientras tanto el sol se muere» y «Te estás quedando sin balas de plata».
- «Aquí, allá, en todas partes» y en algunas guitarras también: Julio Sáez.

### Invitados
- El Inefable Señor Gama Alta: Voz en «Veneno Paciente».

## Gira musical
| Lugar                       | Ciudad                    | Fecha                    | Público |
| --------------------------- | ------------------------- | ------------------------ | ------- |
| Anfiteatro Municipal        | Jesús María, Córdoba      | 12 de abril de 2008      | 40 000  |
| Hipódromo de Tandil         | Tandil, Buenos Aires      | 5 de julio de 2008       | 70 000  |
| Estadio Juan Gilberto Funes | La Punta, San Luis        | 27 de septiembre de 2008 | 40 000  |
| Estadio Ciudad de La Plata  | La Plata, Buenos Aires    | 20 de diciembre de 2008  | 50 000  |
| Estadio Ciudad de La Plata  | La Plata, Buenos Aires    | 21 de diciembre de 2008  | 50 000  |
| Estadio Martearena          | Salta, Provincia de Salta | 19 de septiembre de 2009 | 35 000  |
| Hipódromo de Tandil         | Tandil, Buenos Aires      | 13 de noviembre de 2010  | 80 000  |